# Bryophryne cophites
Bryophryne cophites är en groddjursart som först beskrevs av Lynch 1975.  Bryophryne cophites ingår i släktet Bryophryne och familjen Strabomantidae. IUCN kategoriserar arten globalt som starkt hotad. Inga underarter finns listade.